# Holte (Dania)
Holte – miasto w Danii, niegdyś siedziba byłej gminy Søllerød, od 2007 siedziba gminy Rudersdal.
Około 19 297 mieszkańców. Ośrodek przemysłowy.